# Cappella Aquensis
Die Cappella Aquensis ist ein gemischter Chor, der sich im November 1963 in Aachen durch Spaltung aus dem Aachener Domchor heraus gebildet hatte und im Januar 1964 seine offizielle Gründungsversammlung abhielt. Der Chor widmet sich vor allem der geistlichen Chormusik aus allen Epochen sowie der sakralen A-cappella-Musik und erweiterte ab 2008 sein Repertoire um weltliche Chormusik. Seit 2018 wird der Chor mit seinen rund 40 Stimmen in allen Lagen von Ulrich Brassel geleitet.

## Chronologie
Nach dem plötzlichen Tod von Theodor Bernhard Rehmann im Jahr 1963, dem Leiter des Aachener Domchores, wurde als dessen Nachfolger Rudolf Pohl ernannt. Diesem ging jedoch der Ruf voraus, dass er sich eher dem Knabenchor widmen wollte und dass dadurch die bisherigen weiblichen Chormitglieder um ihren Einsatz bangen mussten. Da trotz eines Einspruches zahlreicher Chormitglieder beim amtierenden Bischof Johannes Pohlschneider die Ernennung Pohls nicht mehr rückgängig gemacht werden konnte, verließen 57 Männer und Frauen den Aachener Domchor und gründeten die Cappella Aquensis. Als künstlerischer Leiter und Dirigent konnte kurzfristig der Chefdirigent des Limburgs Symfonie Orkest (LSO), André Rieu (1917–1992) gewonnen werden, der Vater des bekannten niederländischen Geigers André Rieu. Ein Jahr später übernahm der Aachener Dombaumeister und Mitbegründer des Chores Leo Hugot den organisatorischen Vorsitz des Vereins.
Rasch etablierte sich der junge Chor in der Aachener Musikszene und erhielt maßgebliche Unterstützung unter anderem durch die Aachener Pfarren St. Nikolaus und St. Foillan. Erster Höhepunkt war die Mitgestaltung der Aachener Heiligtumsfahrt im Jahr 1965, dem in den nächsten Jahren weitere zahlreiche Auftritte in Maastricht, Heerlen, Köln und Paris, meist zusammen mit dem Limburgs Symfonie Orkest, folgten. Mittlerweile wurden nicht nur Messen und Motetten der alten Meister, sondern auch neuere Kirchenmusik zu Gehör gebracht und die ersten vier CDs aufgenommen. 
Im Jahr 1973 wechselte André Rieu nach Leipzig, und mangels eines kompetenten Nachfolgers wurde die Cappella Aquensis unter der Schirmherrschaft des amtierenden Oberbürgermeisters Kurt Malangré mit dem städtischen Chor am Theater Aachen zusammengelegt. Unter der Leitung des Generalmusikdirektors Wolfgang Trommer entwickelte sich der Chor durch das neue Umfeld weiter und brachte bei Trommers Abschiedskonzert 1974 vor seinem Wechsel nach Düsseldorf Giacomo Puccinis Messa da Gloria und Georges Bizets Te Deum zur Aachener Erstaufführung. 
Nach Trommers Abschied wollte die Cappella Aquensis in seinen Planungen wieder unabhängiger werden und kündigte daher die Kooperation mit dem städtischen Chor. Kurzfristig übernahm der Domorganist Norbert Richtsteig die musikalische Leitung, bis wenige Monate später der Dirigent Willi Eschweiler verpflichtet werden konnte. Nachdem auch dieser 1977 ausgeschieden war, übernahm im Rahmen eines Weihnachtskonzertes im Krönungssaal des Aachener Rathauses der Dirigent des Aachener Kammerorchesters Thomas Beaujean zunächst kommissarisch und ab 1978 offiziell die Leitung des Chores. 
Beaujean, der selber als Domsingschüler in diesem künstlerischen Umfeld herangewachsen war und im Rahmen seines musikalischen Werdegangs unter anderem auch Chor- und Orchesterleitung studiert hatte, führte die Cappella Aquensis nach unsicheren Jahren wieder zu neuen Erfolgen. Mehr als 25 anspruchsvolle Chorwerke mit Orchesterbegleitung, darunter die h-Moll-Messe von Bach, die Missa solemnis von Beethoven, die Messa da Requiem von Verdi, der Elias von Mendelssohn und das Stabat Mater von Dvořák, sowie zahlreiche a-cappella-Werke wurden seitdem unter seiner Leitung aufgeführt. Darüber hinaus trat der Chor mit seinen Einspielungen europaweit auf, unter anderem im benachbarten Ausland, in Paris und in Reims, in Ungarn und am Bodensee sowie zuletzt im Mai 2015 im Kloster St. Marienthal in Ostritz. Zudem war die Cappella Aquensis beim Festival de Musique Sacrée in Nizza (1981) und beim Festival van Vlaanderen in Tongern (1987) sowie auf lokaler Ebene mehrmals bei der Internationalen Chorbiennale in Aachen vertreten. Mehrere CD-Aufnahmen sowie Rundfunk- und Fernsehaufzeichnungen, darunter im WDR das Konzert mit Werken von Francis Poulenc und Frank Martin anlässlich des Aachener Katholikentages 1986, repräsentieren den Chor in den Medien. 
Die orchestrale Begleitung der Cappella Aquensis übernahm seit 1977 das von Beaujean gegründete und von 1976 bis 1984 geleitete Aachener Kammerorchester, später auch das ebenfalls unter seiner Leitung stehende Euro-Kammerorchester, welches sich aus professionellen Musikern des Sinfonieorchesters Aachen zusammensetzt.
Seitdem Berthold Botzet im Jahr 2000 zum Domkapellmeister am Aachener Dom ernannt worden ist, wurden seitens des Domchores wieder freundschaftliche Kontakte zu den ehemals abtrünnigen Chormitgliedern geknüpft. Die Cappella Aquensis erhielt in der Folge regelmäßig Gelegenheit, den Domchor bei bestimmten Anlässen zu vertreten. Um die Qualität der Cappella Aquensis auch weiterhin zu erhalten, beschloss das Ensemble, eine Altersgrenze von 70 Jahren bei weiblichen und 72 bei männlichen Stimmen einzuführen, womit die Gesamtzahl der Stimmen bei etwa 40 Mitgliedern konstant blieb.

## Diskographie
- Lorenzo Perosi: Missa Benedicamus Domino; Cappella Aquensis, Leitung: Andre Rieu, Orgel: Albert de Klerk, Heerlen vor 1988[5]
- Lorenzo Perosi: Missa Pontificalis; Cappella Aquensis, Leitung: Andre Rieu, Orgel: Albert de Klerk, vor 1988
- Lorenzo Perosi: Missa Eucharistica, Cappella Aquensis, Leitung: Andre Rieu, Orgel: Albert de Klerk, vor 1988
- Lorenzo Perosi: Te Deum, Cappella Aquensis, Leitung: Andre Rieu, Orgel: Albert de Klerk, vor 1988
- Giuseppe Verdi: Messa da Requiem, Cappella Aquensis, Leitung: Thomas Beaujean, Schola Cantorum St. Foillan, Limburgs Symphonie Orkest, Claudia Kunz (Sopran), Yvonne Schiffelers (Mezzosopran), Scott MacAllister (Tenor), Stephan Bronk (Bass), Doppel-CD, Aachen 1993[6]
- Antonín Dvořák: Stabat Mater, Cappella Aquensis, Leitung Thomas Beaujeau, Sinfonieorchester Aachen, Janice Dixon (Sopran), Marina Prudenskaja (Alt), Scott MacAlister (Tenor), Harry Peeters (Bass), Doppel-CD, Aachen 2004[7]